# Ervilia nitens
Ervilia nitens är en musselart som först beskrevs av Montagu 1808.  Ervilia nitens ingår i släktet Ervilia och familjen Semelidae. Inga underarter finns listade i Catalogue of Life.